# Johnny Van Zant
John Roy "Johnny" Van Zant (Jacksonville, Florida, 27 de febrero de 1959) es un músico estadounidense, actual vocalista de la banda de Southern rock Lynyrd Skynyrd. Es el hermano menor del cofundador de Lynyrd Skynyrd, el vocalista Ronnie Van Zant, y de Donnie Van Zant. 
Van Zant estuvo en su primera banda en los años 70
, The Austin Nickels Band. Posteriormente acabaron cambiando el nombre por The Johnny Van Zant Band, debutando con el álbum No More Dirty Deals, en 1980.
Desde 1987 es el vocalista de la banda Lynyrd Skynyrd.

## Discografía
| Nombre                    | Lanzamiento | Banda                    |
| ------------------------- | ----------- | ------------------------ |
| No More Dirty Deals       | 1980        | The Johnny Van Zant Band |
| Round Two                 | 1981        | The Johnny Van Zant Band |
| The Last of the Wild Ones | 1982        | The Johnny Van Zant Band |
| Van Zant                  | 1985        | The Johnny Van Zant Band |
| Brickyard Road            | 1990        | Solo                     |
| Lynyrd Skynyrd 1991       | 1991        | Lynyrd Skynyrd           |
| The Last Rebel            | 1993        | Lynyrd Skynyrd           |
| Twenty                    | 1997        | Lynyrd Skynyrd           |
| Edge of Forever           | 1998        | Lynyrd Skynyrd           |
| Brother to Brother        | 1998        | Van Zant                 |
| Van Zant II               | 2001        | Van Zant                 |
| Vicious Cycle             | 2003        | Lynyrd Skynyrd           |
| Get Right with the Man    | 2005        | Van Zant                 |
| My Kind of Country        | 2007        | Van Zant                 |
| God & Guns                | 2009        | Lynyrd Skynyrd           |
| Last of a Dyin' Breed     | 2012        | Lynyrd Skynyrd           |